# Adenoipofisi
L'adenoipofisi o ipofisi anteriore è il lobo funzionale anteriore della ghiandola pituitaria, una ghiandola endocrina che pende dalla superficie inferiore dell'ipotalamo.

## Anatomia
L'adenoipofisi è una ghiandola a cordoni caratterizzata da cellule a funzionalità ormonale diversa. In essa si distinguono cellule cromofobe e cellule cromofile. Le cellule cromofile a loro volta distinte in acidofile (che si colorano di rosso all'ematossilina-eosina) e basofile (che si colorano di blu). Le cellule acidofile sono le somatotrope e le mammotrope, che producono rispettivamente l'ormone della crescita e la prolattina, mentre le cellule basofile sono le tireotrope, le gonadotrope e le corticotrope, che producono rispettivamente ormone tireotropo, le gonadotropine e l'ormone adrenocorticotropo. Per quanto riguarda le cellule cromofile (acidofile e basofile), attualmente, è accettata una classificazione basata sulla natura chimica dei secreti adenoipofisari, identificata mediante il metodo istochimico dell'acido periodico di Schiff (Periodic Acid-Schiff, PAS ), che permette di distinguere gli ormoni proteici (PAS-negativi) da quelli glicoproteici (PAS-positivi). Un ulteriore criterio di classificazione tiene conto dell'organo bersaglio dell'ormone e quindi della sua specifica funzione.

## Derivazione embriologica
L'adenoipofisi deriva dalla tasca di Rathke, un'evaginazione o estroflessione dell'ectoderma del tetto della primitiva cavità buccale verso il cervello.

## Asse ipotalamo-ipofisi
L'asse ipotalamo-ipofisi è un sistema di comunicazione ormonale, che funziona mediante il rilascio di fattori IF, prodotti dall'ipotalamo, i quali mediante il sistema portale ipotalamico entrano nell'adenoipofisi e stimolano il rilascio di ormoni. I fattori ormonali rilasciati dall'ipotalamo sono: CRH, TRH, GnRH e GHRH. L'asse ipotalamo-ipofisi a sua volta è collegato con altri sistemi che secernono altri ormoni, stimolati dagli ormoni ipofisari:
- asse ipotalamo-ipofisi-gonadi per il rilascio degli ormoni sessuali;
- asse ipotalamo-ipofisi-surrene per il rilascio degli ormoni corticosteroidi;
- asse ipotalamo-ipofisi-tiroide per il rilascio degli ormoni tiroidei.

## Ormoni secreti
Essa è in grado di produrre diversi ormoni: l'ormone della crescita (GH) e la prolattina (PRL) hanno come bersagli cellule non endocrine, mentre invece l'ormone tireotropo, l'adrenocorticotropo e i gonadotropi hanno come bersagli gli organi endocrini. Questi ultimi sono anche detti tropine ipofisarie.
- Ormone della crescita (GH). L'ormone della crescita o ormone dell'accrescimento o growth hormone (GH) o somatropina o ormone somatropo o STH è un ormone che agisce sul metabolismo generale dell'organismo, in particolare regola l'accrescimento della muscolatura scheletrica e delle ossa lunghe. Esso è inoltre in grado di promuovere la sintesi proteica, favorendo il trasporto nelle cellule di amminoacidi e riducendo il catabolismo proteico. Inoltre favorisce la mobilitazione dei grassi e il loro catabolismo cellulare e ostacola l'uso del glucosio da parte delle cellule (con un'azione opposta a quella dell'insulina), favorendone l'accumulo nel fegato sotto forma di glicogeno. Il compito principale è il suo intervento nell'accrescimento dell'organismo stimolando la sintesi epatica di somatomedine, fattori di crescita molto attivi sulle cartilagini in accrescimento nelle ossa. Il deficit di questo ormone durante il periodo di accrescimento provoca nanismo ipofisario, mentre un suo eccesso provoca gigantismo. Se questo eccesso si presenta dopo il termine dello sviluppo (cioè dopo la chiusura dei centri epifasari delle ossa) il soggetto diventa affetto da acromegalia, che comporta un ingrossamento delle ossa del viso, delle mani e dei piedi. La produzione di questo ormone è stimolata dal GHRF (growth ormon releasting factor) prodotto dai neuroni dei nuclei ventromediali dell'ipotalamo, e inibita dalla somatostatina(SS) pancreatica.
- Prolattina (PRL). La prolattina è un ormone proteico il cui bersaglio è la ghiandola mammaria nella donna, esso infatti stimola e mantiene la produzione del latte materno dopo il parto. Nell'uomo invece stimola l'eiaculazione.
- Ormone adrenocorticotropo (ACTH). L'ormone adrenocorticotropo regola l'attività della corteccia surrenale, stimolandola a rilasciare mineralcorticoidi e glucocorticoidi. I mineralcorticoidi regolano il contenuto di minerali (in particolare sodio e potassio) nel sangue, i glucocorticoidi, come cortisone e cortisolo, aumentano la glicemia favorendo il normale metabolismo cellulare, inoltre, durante le infiammazioni, riducono l'edema e inibiscono le prostaglandine.
- Ormone tireotropo (TSH). L'ormone tireotropo, o ormone stimolatore della tiroide, influenza la crescita e l'attività della tiroide.
- Gonadotropine. Le gonadotropine regolano le attività delle gonadi e comprendono l'ormone follicolo stimolante (FSH) e l'ormone luteinizzante (LH). Il primo, nella donna stimola lo sviluppo del follicolo, nell'uomo invece, stimola lo sviluppo degli spermatozoi. Il secondo, promuove l'ovulazione e, una volta che la cellula uovo ha lasciato l'ovaia, provoca la rottura del follicolo e la sua trasformazione in corpo luteo, il quale produce progesterone ed estrogeni. Nell'uomo, quest'ormone stimola la produzione di testosterone. L'iposecrezione di questi due ormoni può portare a sterilità, sia per i maschi che per le femmine.